# Jacob Hindsgaul Madsen
Jacob Hindsgaul Madsen (ur. 14 lipca 2000 w Middelfart) – duński kolarz szosowy.

## Osiągnięcia
Opracowano na podstawie:

2017
- 2. miejsce w mistrzostwach Danii juniorów (jazda indywidualna na czas)

2018
- 2. miejsce w Kuurne-Bruksela-Kuurne juniorów
- 1. miejsce w Internationale Cottbuser Junioren-Etappenfahrt
  - 1. miejsce na etapach 2a, 2b i 3.
- 1. miejsce w mistrzostwach Danii juniorów (jazda indywidualna na czas)

2019
- 1. miejsce w prologu Giro Ciclistico della Valle d'Aosta Mont Blanc

2020
- 2. miejsce w Piccolo Giro di Lombardia

2022
- 1. miejsce w Tour of Antalya
  - 1. miejsce na 3. etapie

2023
- 1. miejsce w klasyfikacji górskiej Boucles de la Mayenne

## Rankingi
| Rok             | 2019  | 2020 | 2021 | 2022 | 2023 |
| --------------- | ----- | ---- | ---- | ---- | ---- |
| World Ranking   | -     | 826. | -    | -    | 724. |
| UCI Europe Tour | 1358. | -    | -    | -    | -    |
|                 |       |      |      |      |      |
| Źródło: UCI     |       |      |      |      |      |